# Filippo Giulio Francesco Mancini

Stemma Mancini Mazzarino

Filippo Giulio Francesco Mancini, II duca di Nevers, in francese Philippe Jules François Mancini (Parigi, 1676 – Parigi, 14 settembre 1768), duca di Nevers fu un aristocratico francese e membro della Famiglia Mancini.

## Biografia
In quanto figlio di Filippo Mancini e Diana Gabriella Damas, era il pronipote sia dell'amante di Re Luigi XIV di Francia, Madame de Montespan, che del suo primo ministro, il Cardinale Mazzarino. 
Crebbe a Versailles e, durante la sua giovinezza, fu amico di Filippo II di Borbone-Orléans, futuro reggente di Francia durante la minore età di Luigi XV.
Nel 1709 sposò Maria Anna Spinola, dei principi di Vergagne. Il loro unico figlio fu l'accademico Louis-Jules Mancini-Mazarino, ultimo duca di Nevers.
Non poté ereditare il titolo di Duca di Nevers da suo padre nel 1707, poiché il ducato non era stato correttamente registrato presso il Parlamento di Parigi. Nel 1709, ereditò i titoli di principe di Vergagne, grande di Spagna e Principe del Sacro Romano Impero da suo suocero. Nel 1720 riceve lettere di conferma per il ducato di Nevers dal Parlamento. Nel 1730, abdicò come duca in favore di suo figlio.
Morì a Parigi nel 1768 per causa di gotta e le esequie si svolsero nella chiesa di Saint-Cyr.